# Serge Martel (écrivain)
Pour les articles homonymes, voir Martel et Serge Martel.
Serge Martel, né le 13 mai 1926 et mort le 3 juillet 1995, est un comédien, écrivain, adaptateur et traducteur français.

## Biographie
Serge Martel a mené une double carrière d'écrivain et de comédien, principalement à l'ORTF puis Radio France, dans les années 1950-1980.

### L'auteur
Il est d'une part l'auteur, parfois en collaboration avec Pierre Dupriez, de nombreuses pièces radiophoniques, en particulier dans le domaine de l'étrange ou du fantastique. On lui doit d'autre part plusieurs romans de science-fiction, dont deux volumes de la célèbre collection du Rayon fantastique. Il reçut pour l'un d'entre eux (L'Adieu aux astres, 1958) le Prix Jules-Verne. Il est enfin l'auteur de traductions (romans fantastiques) et d'adaptations pour l'ORTF / Radio France.
Serge Martel a également dirigé, avec Pierre Dupriez, la collection « Le Roman populaire »  (ISSN 0223-1212) aux Nouvelles Éditions Oswald.

### Le comédien
Outre ses rôles dans diverses pièces de théâtre, Serge Martel apparaît au générique d'au moins 25 films ou téléfilms.

## Théâtre
- 1962 : L'Otage de Paul Claudel, spectacle des Tréteaux de France (mise en scène de Jean Davy), en compagnie — entre autres — de Fred Personne et Jean Danet : le curé Badillon[6].
- 1974 : Dreyfus de Jean-Claude Grumberg (mise en scène de Jacques Rosner) créé à Paris au théâtre de l'Odéon du 29 janvier au 3 mars 1974, et repris la même année au théâtre de Paris. Il y avait pour partenaires — entre autres — Claude Dauphin, Maurice Chevit, Gérard Desarthe et Élisabeth Huppert : le « premier homme ».

## Filmographie

### Téléfilms
- 1972 : La photo du repas de noce de Bernard Hecht[7].
- 1973 : Les fleurs succombent en Arcadie de Jean Vernier
- 1973 :  Ma femme et l'enfant de Gérard Gozlan[8].
- 1974 :  Samsoën ou La désespérance de Jean Kerchbron[9].
- 1976 : Journal d'un prêtre ouvrier de Maurice Failevic[10].
- 1977 : Inutile d'envoyer photo d'Alain Dhouailly[11].
- 1983 : Toile de fond de Daniel Van Cutsem[12].
- 1985 : Le Diable dans le bénitier de Jean L'Hôte.
- 1990 : Au bonheur des autres de Charles Bitsch.

### Cinéma
- 1980 : Ma blonde, entends-tu dans la ville ? de René Gilson.
- 1987 : Le Cœur dans les nuages de François Dupont-Midi.

## Œuvres

### Romans
- L'Adieu aux astres, Hachette, Le Rayon fantastique no 57, 1958, prix Jules-Verne, 251 p.; couverture de Jean-Claude Forest.
- L'Aventure alphéenne, Hachette, Le Rayon fantastique no 67, 1960; couverture de Jean-Claude Forest.

En collaboration avec Pierre Dupriez
- Les fleurs succombent en Arcadie, Éditions Galliera, coll. Bibliothèque de l'étrange no 7, 1972, 213 p.  (ISBN 2-7180-0002-3).

### Pièces ou dialogues radiophoniques
- Jours de lessive, pièce radiophonique en 3 actes et un prologue, par X [Serge Martel], première diffusion à la Radiodiffusion française, Lille, le 5 novembre 1957.
- La maison, première diffusion à la Radiodiffusion française, Lille, le 23 mai 1961 ; réalisation Fernand Vincent.
- L'aiguillage, première diffusion à la Radiodiffusion française vers 1963.
- Le démon de Neuilly, première diffusion sur France Inter le 3 janvier 1971, dans le cadre du Théâtre de l'étrange ; réalisation Philippe Guinard.
- Un fantôme exigeant, première diffusion sur France Inter le 3 janvier 1972, dans le cadre du Théâtre de l'étrange ; réalisation Guy Delaunay.
- L'homme qui disparaît ; Le Coupable ; À reculons, trois monologues radiophoniques, première diffusion sur Inter-Variétés le 29 avril 1974, dans le cadre du Théâtre de l'étrange ; réalisation Eléonore Cramer.
- Un fantôme pour James, dramatique, première diffusion sur France Culture le 3 mai 1976 ; réalisation Bernard Saxel.
- Les gens sont pleins de cimetières irremplaçables, dramatique, première diffusion sur France Culture le 9 mai 1977 ; réalisation Anne Lemaître.
- Le désert, dramatique (dialogue radiophonique), première diffusion sur France Culture le 28 janvier 1980 ; réalisation Jeanne Rollin-Weisz.

En collaboration avec Pierre Dupriez
- L'appel de l'or, feuilleton radiophonique incomplet, première diffusion à la Radiodiffusion française vers 1967 ; réalisation René Guignard.
- Le péril vert, première diffusion sur France Inter le 18 décembre 1972, dans le cadre du Théâtre de l'étrange ; réalisation Jeanne Rollin-Weisz.
- Rendez-vous à Hosta, première diffusion sur France Culture le 14 juin 1976, reprise le 6 juin 1977 ; réalisation Georges Gravier. — Cette pièce a représenté la France au Prix Italia 1976[13].
- Une odeur de musc, dramatique, première diffusion sur France Culture le 4 juillet 1981 ; réalisation Evelyne Frémy.

### Adaptations radiophoniques
En collaboration avec Pierre Dupriez
- Le Comte de Monte-Cristo, feuilleton radiophonique en 35 épisodes d'après le roman homonyme d'Alexandre Dumas père; première diffusion sur France Culture le 13 octobre 1980, avec Pierre Santini dans le rôle-titre; réalisation de Jean-Jacques Vierne.
- Cerisette, adaptation radiophonique en 28 épisodes du roman homonyme de Paul de Kock, première diffusion sur France Culture le 20 octobre 1982 ; musique de Pierre-Max Dubois : réalisation Evelyne Frémy.
- Cent-vingt, rue de la Gare, adaptation radiophonique du roman homonyme de Léo Malet, premières diffusions sur France Culture les 20 et 22 novembre 1982 ; réalisation de Jean-Jacques Vierne.
- La Fin de Fantômas, adaptation radiophonique du roman homonyme de Pierre Souvestre et Marcel Allain, première diffusion sur France Culture le 12 mai 1984 ; réalisation de Jean-Jacques Vierne.
- Le capitaine Fracasse, adaptation radiophonique du roman homonyme de Théophile Gautier, première diffusion sur France Culture ; réalisation de Evelyne Frémy et Claude Chebel.

### Adaptations télévisées
En collaboration avec Pierre Dupriez
- Les fleurs succombent en Arcadie, adaptation de leur roman conjoint réalisée par Jean Vernier pour l'ORTF, mini-série de quatre épisodes (Le Disparu du Trebeurden, Les Vacances d'Agathe, Suivez le guide, Qui êtes-vous Madame Bé)  de 30 minutes diffusée en janvier 1973 sur la 3ème chaine. Serge Martel y tient le rôle d'un inspecteur de police (l'inspecteur Barraut).

### Traductions
- Terry Brooks, La Boîte à malice. Royaume magique à vendre 4, J'ai Lu, 1997 (titre original : (en) The Tangle Box, 1994).

### Mémoires
- Le vrai du faux : souvenirs apocryphes, éd. La cause des livres, coll. Collection Mémoire en liberté, vol. III, 1997, 87 p.